# Danger - Dimensione morte
Danger - Dimensione morte (Train d'enfer) è un film del 1965 diretto da Gilles Grangier.
Pellicola di coproduzione francese e spagnola, tratta dal romanzo Combat de nègres di René Cambon.

## Trama
In seguito al ritrovamento di un sospetto annegato in un porto del Mediterraneo, Antoine Donadieu, agente dei servizi segreti francesi, conduce un'indagine che lo porta alla villa "Hollywood", rifugio di un gruppo di terroristi. Fomentano un attacco contro l'emiro Ali Salim, capo di stato arabo, che deve arrivare fra tre giorni in treno per restare ad Andorra. Facendo il doppio gioco, Antoine riesce a infiltrarsi nella banda per contrastare i loro piani complottistici. Il capo dell'organizzazione, Matras, ordina ad Antoine di recarsi a Barcellona per trovare "il Professore", un autentico studioso la cui assistenza è essenziale per l'esecuzione dell'attentato. Antoine deve partire per Barcellona in compagnia dell'inquietante Frieda, ex amante di Matras, che si occupa di sorvegliarlo con discrezione. Sebbene sia sospettoso, Antoine seduce comunque Frieda, pur rimanendo in guardia. A Barcellona la coppia viene aggredita da un gruppo di killer. Dopo un grosso combattimento, Antoine si sbarazza dei suoi aggressori e riesce nella sua missione di riportare in vita "il Professore". Tornato nella villa "Hollywood", sede del complotto, Antoine convoca Matras per spiegarsi la trappola di Barcellona. Matras, del tutto ignaro di questo agguato, rivendicando l'insicurezza in cui si trova ora l'organizzazione, dichiara ad Antoine di non aver più bisogno dei suoi servigi. "Il Professore", furioso per questo slittamento all'interno del gruppo, costringe Matras ad accusare il suo aiutante Barowsky di essere l'autore. Sospettato di tradimento, quest'ultimo viene ucciso sul colpo.
Prima di ritirarsi, Antoine affida a Frieda un indirizzo segreto, in caso di difficoltà. Poi esce dalla villa al volante del suo mezzo, ma appena lascia la proprietà l'auto esplode con lui intrappolato. Disperata, Frieda è convinta, come Matras, che Antoine sia morto. In realtà è stata una mossa ben preparata dai servizi segreti di Antoine che, saltato fuori in tempo dall'auto, si ritrova ora nell'ufficio del suo capo dove apprende che la trappola di Barcellona era stata simulata dai servizi segreti franco-spagnoli per destabilizzare l'organizzazione internazionale di Matras. Con la massima discrezione, Antoine controlla la banda nella villa. Vedendoli partire su un piccolo furgone guidato da Frieda, li segue. Il furgone si ferma vicino a un tunnel. Lì, Matras e i suoi uomini, tutti con indosso maschere antigas, calano una pesante cassa nel tunnel. Mentre Frieda torna indietro con il furgone, scopre un indizio che le assicura che Antoine è vivo e vegeto. Immediatamente si reca direttamente all'indirizzo dell'intelligence francese e fornisce al colonnello tutti i dettagli del previsto attentato al treno dell'emiro e dichiara che il vero capo dell'organizzazione è "il Professore", appunto un ex nazista ricercato da 20 anni, inventore di un raggio atomico in grado di provocare la distruzione di un bersaglio, è al servizio del fratello dell'emiro che, a capo dell'opposizione, vuole impadronirsi del potere per mettere le mani su gran parte dell'Africa. Antoine ancora non si fida di Maria ma ha paura per lei. Come prova d'amore, gli chiede di non uccidere Matras.
Per mettere le mani sul cannone, Antoine torna con Frieda nel tunnel e gli fa chiamare Matras. Quest'ultimo esce dal suo nascondiglio. Antoine lo mette fuori combattimento e lo affida alla custodia di Frieda dopo aver avuto cura di armarlo di una rivoltella. Poi, munito di maschera antigas, entra nel tunnel, mentre il colonnello e i suoi uomini si pongono come rinforzi a rispettabile distanza. All'interno, raggiungendo la grotta dove "il Professore" prepara la sua diabolica arma, Antoine lo padroneggia, poi dopo un terribile corpo a corpo, mette fuori combattimento tutti i cospiratori quando all'improvviso appare Matras. Antoine spara al primo e lo uccide. Mentre Matras crolla sui binari, Antoine si precipita fuori dal tunnel. Fuori, trova Frieda gravemente ferita. Il colonnello le spiega il dramma: Frieda, vedendo Matras avanzare verso di lei per disarmarla, non ha avuto il coraggio di sparare al suo ex amante. Matras, strappandogli il revolver, non esitò a sparare. Sdraiata sulla barella, Frieda sogna una futura felicità in Andalusia, che Antoine le promette, guardandola, malinconico, allontanarsi senza sapere se fosse lui o Matras che Frieda amava. Il colonnello spera che tra cinque anni, quando uscirà di prigione, forse si incontreranno di nuovo...

## Produzione
Le riprese del film si svolsero a Barcellona e nelle Isole Baleari. In un'intervista, Grangier dichiarò che era la prima volta che girava un film con così tante controfigure, cosa che lo divertiva molto, perché non aveva mai avuto l'opportunità di fare questo tipo di fantasia sfrenata con Gabin. Ma, nonostante le difficoltà tecniche e il fatto che Marais non avesse mai voluto essere doppiato per le scene d'azione, visto che avrebbe distratto lo spettatore, aveva chiamato la "banda di Carlier" perché era la sua unica possibilità di riuscita. Nei piccoli ruoli, gli stuntmen, guidati da Claude Carliez hanno avuto più difficoltà a pronunciare i loro dialoghi che a fare le piroette, ma diedero fiducia a Marais.
Nella sua biografia su Jean Marais, Gilles Durieux scrive che le riprese di Danger dimensione morte, l'ennesimo film d'avventura con colpi di scena in cui interpretava un agente segreto clone di James Bond, furono un vero e proprio "inferno" e in una scena Marais rischiò di perdere la vita. Sdraiato su un binario ferroviario in linea di principio poco utilizzato dove, secondo lo scenario pianificato, un treno doveva passargli sopra, sfuggì per poco a un altro treno inaspettato che, a sorpresa, si è precipitato su di lui, schiacciando la camera.
In questo thriller di spionaggio a basso budget (una pistola laser, un'Alfa Romeo 2000 Touring Spider decappottabile color argento e un treno infernale), l'azione, il ritmo e la tensione non potevano eguagliare le avventure di James Bond, rischiando di essere una parodia di esso ma più simile a un'imitazione minore rispetto ad altri film molto migliori di questo genere. Nel complesso, la prima metà del film è troppo dialogata, a discapito dell'atteso voltafaccia che avviene solo nell'ultimo quarto d'ora, con una scena finale molto buona nel tunnel. Per motivi puramente economici, la scena di un veicolo che cade dall'alto di un dirupo include un falso collegamento nel montaggio tra due veicoli troppo diversi per passare inosservati.
In un incidente automobilistico, avvenuto solo due anni prima di queste riprese, nel 1963, Marisa Mell dovette subire una grave operazione al viso. Aveva subito una ferita al labbro e aveva anche quasi perso l'occhio destro. Grazie alla chirurgia plastica, sul suo viso non rimasero cicatrici, a parte un caratteristico labbro segnato.

## Distribuzione
Il film uscì in Francia il 10 novembre del 1965; in Spagna ebbe il titolo Trampa bajo el Sol e uscì il 24 giugno del 1965. Venne distribuito anche in Germania, col titolo Der Zug zur Hölle, e negli Stati Uniti, col titolo Operation Double Cross. In Italia ottenne il visto di censura n. 46.824 del 6 aprile 1966 per una lunghezza della pellicola di 2.492 metri. Dapprima vietato ai minori di 18 anni, dopo un ricorso il 29 aprile 1966 il divieto venne revocato e il film venne dichiarato visibile per tutti.

## Accoglienza

### Incassi
Al botteghino francese del 1965, il film si classificò al 26º posto con 1.346.179 spettatori. Risultato modesto rispetto al film Fantomas minaccia il mondo, con la coppia de Funès-Marais al 6º posto con più di 4 milioni di spettatori e Agente 007 - Missione Goldfinger al 2° con più di 6,5 milioni di spettatori.

## Restauro
Il film è stato restaurato nel 2021 e pubblicato in DVD in Francia dalla Coin de Mire Cinéma, editore specializzato in video del cinema francese.